# Karl Bragard
Karl Bragard (* 11. Mai 1890 in Aachen; † 5. März 1973 in München) war ein deutscher Orthopäde und Hochschullehrer. Nach ihm ist das Bragard-Zeichen benannt.

## Leben
Bragard war Schüler von Fritz Lange. Als dieser in der Zeit des Nationalsozialismus am 30. April 1937 aufgefordert wurde, seine Position als Leiter der Orthopädischen Klinik München binnen Tagesfrist zur Verfügung zu stellen, wurde Bragard sein Nachfolger. Von 1937 bis 1946 war er ordentlicher Professor für Orthopädie an der Ludwig-Maximilians-Universität München. 1946 folgte ihm Georg Hohmann als Klinikleiter und Lehrstuhlinhaber.